# Петриярви
Петриярви, Тетерев-Озеро — пресноводное озеро на территории Амбарнского сельского поселения Лоухского района Республики Карелии.

## Общие сведения
Площадь озера — 2,2 км², площадь водосборного бассейна — 1620 км². Располагается на высоте 88,6 метров над уровнем моря.
Форма озера продолговатая: оно почти на пять километров вытянуто с юго-запада на северо-восток. Берега изрезанные, каменисто-песчаные, преимущественно возвышенные, местами заболоченные.
Через озеро течёт в река Кереть, которая, в свою очередь, впадает в Белое море. В юго-западную оконечность Петриярви впадает река Калайоки.
В озере расположено не менее четырёх безымянных островов различной площади.
Вдоль юго-восточного берега озера проходит железнодорожная ветка Лоухи — Пяозеро.
Код объекта в государственном водном реестре — 02020000711102000002330.

## Примечания

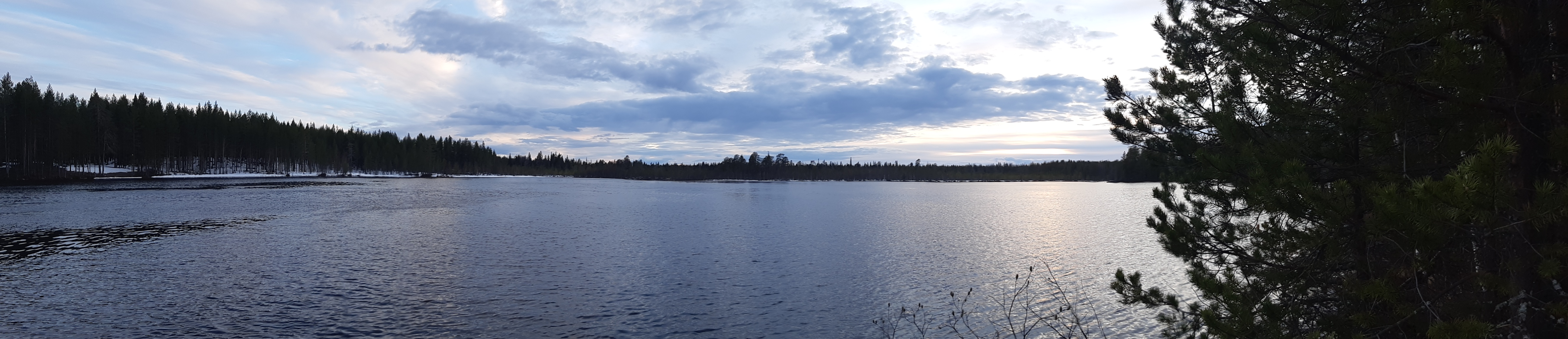
Панорама.